# Выборочное представление фактов
Выборочное представление фактов, избирательный подход, выборочное цитирование или черри-пикинг (англ. cherry picking, досл.: «сбор вишенок») — логическая ошибка или подтасовка, состоящая в указании на отдельные случаи либо данные, подтверждающие определённое положение, при игнорировании значительной части связанных случаев или данных, которые могут противоречить этому положению. Может быть как умышленной, так и неумышленной.
Выборочное представление фактов является частным проявлением склонности к подтверждению своей точки зрения. Эта ошибка очень распространена в публичных дебатах, в том числе на политические темы.
Черри-пикинг приводит к искажению результатов научных исследований, так как информация (в том числе факты) отбирается таким образом, чтобы исследование или опрос демонстрировало желаемые (ожидаемые) результаты, даже если они противоречат результатам действительным. Профессор Р. Соммервиль, выступая 8 марта 2011 года перед одним из комитетов Палаты представителей США, отмечал:
Делать селективный отбор доказательств среди конкурирующих доказательств, таким образом подчёркивая те результаты, которые поддерживают заданную позицию, и игнорируя либо отвергая всякие выводы их не поддерживающие, — это стандартная практика «черри пикинга» и визитная карточка убогой науки и псевдонауки.
Элементы избирательного подхода свойственны многим логическим ошибкам. К примеру, ошибка опоры на отдельные случаи приводит к игнорированию больших объёмов информации в пользу тех, которые известны субъекту по личному опыту, тогда как ложная дихотомия отбирает лишь две возможности из всех доступных.
В одном исследовании 2002 года исследователи «рассмотрели 31 испытание эффективности антидепрессантов, чтобы определить главный критерий исключения, используемый при определении права на участие в испытаниях. Их выводы предполагают, что пациенты в текущих испытаниях антидепрессантов представляют только меньшинство пациентов, лечащихся от депрессии. Исключение из потенциальных испытаний субъектов с определёнными профилями означает, что возможность обобщать результаты испытаний эффективности антидепрессантов не поддерживается эмпирически, по мнению авторов». То есть, по сути, выборка была нерепрезентативной, что является частным случаем черри-пикинга — несостоятельного сбора фактов, не отражающего свойств общей совокупности.
Изначально термин черри-пикинг основан на особенностях восприятия наблюдателем процесса сбора плодов, например вишен. Объективно сборщик плодов будет выбирать только самые лучшие из них. Но наблюдатель думает, что сборщик собирает произвольные плоды, и поэтому он ошибочно полагает, что большинство несобранных плодов такого же высокого качества, что и уже собранные.
Менее распространённый тип черри-пикинга — собирать лишь те из плодов, которые легко поддаются сбору, при этом игнорируя качество плодов на верхушке. Это также даст наблюдателю неправильное впечатление насчёт качества плодов на дереве.